# Diadochi
I diàdochi (in greco antico: διάδοχοι?, diádochoi, "successori", dal verbo διαδέχομαι, "ereditare, essere successore") furono i generali macedoni che alla morte di Alessandro Magno (323 a.C.) si contesero il controllo del suo impero nelle sei guerre dei diadochi. Al termine dei conflitti era nato attorno al mar Mediterraneo un sistema politico che durò fino all'arrivo dei Romani.
I "diadochi" propriamente detti sono i generali di Alessandro, mentre i loro figli e discendenti prendono più propriamente il nome di epigoni (in greco antico: Ἐπίγονοι?, Epìgonoi, "discendenti").
Nel Regno di Macedonia, il titolo di "diadoco" era riservato al principe ereditario e successore presuntivo alla corona.

## Cronologia degli eventi
- 323 a.C. – Alessandro Magno muore a Babilonia
- 323/322 a.C. – Guerra lamiaca
- 322 a.C. – Perdicca conquista la Cappadocia, Eumene di Cardia diventa satrapo
- 321 a.C. – Perdicca viene assassinato alle porte d'Egitto.
- 321 a.C. – Morte di Cratero contro Eumene di Cardia
- 321 a.C. – Congresso di Triparadiso e riorganizzazione dell'impero tra i diadochi sopravvissuti
- 318 a.C. – Filippo Arrideo ed Euridice sono fatti uccidere per ordine di Olimpiade.
- 317 a.C. – Poliperconte proclama la "libertà dei Greci".
- 312 a.C. – Battaglia di Gaza: Demetrio viene sconfitto da Tolomeo I consegnando a Seleuco il controllo della Babilonia
- 310 a.C. – Alessandro IV e Rossane sono assassinati da Cassandro I, fine dell'antica casa reale macedone
- 309 a.C. – Poliperconte assume il titolo di stratego del Peloponneso per mano di Cassandro, in cambio dell'assassinio di Eracle, figlio illegittimo di Alessandro Magno.
- 306 a.C. – Antigono Monoftalmo e suo figlio Demetrio accettano il titolo di re
- 301 a.C. – Morte di Antigono nella battaglia di Ipso
- 281 a.C. – Morte di Lisimaco nella battaglia di Curupedio
- 276 a.C. – Fine dell'epoca dei Diadochi

## Storia

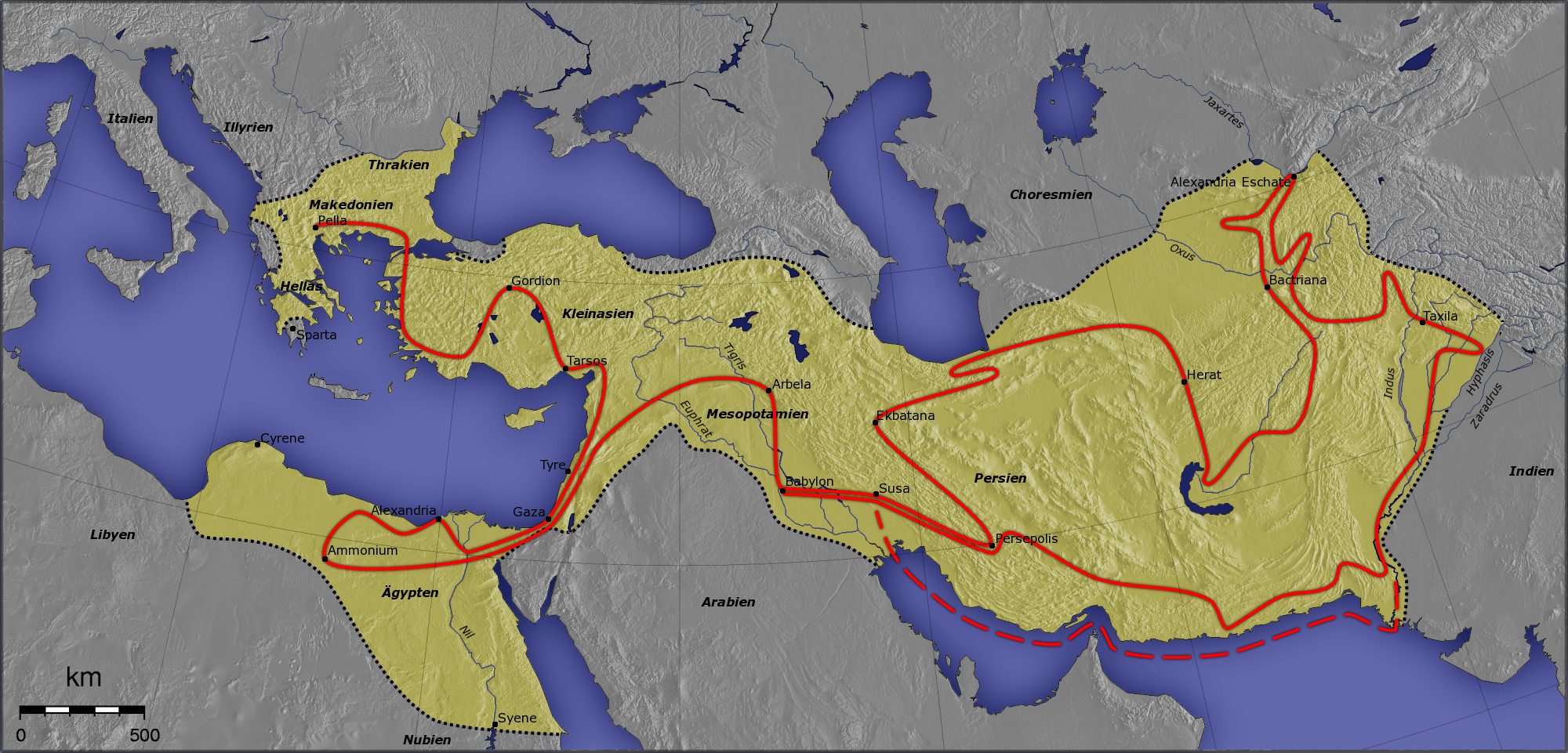
Alessandro Magno lasciò un vasto impero alla sua morte, ma non designò un successore: i suoi generali, veri detentori del potere, si spartirono i territori, formalmente in qualità di governatori, combattendosi poi per allargarli.

Alessandro Magno morì il 10 giugno 323 a.C. a Babilonia: sul letto di morte diede il proprio anello con sigillo reale al suo amico Perdicca, riferendogli, secondo la tradizione, che il regno sarebbe dovuto andare al più forte dei suoi generali. Tuttavia, egli non specificò chi dei suoi ritenesse il più forte. Forse non riuscì a pronunciarsi per via della fortissima febbre, oppure non era certo. Così, tutti i suoi comandanti, veterani della guerra di conquista dell'Oriente, si trovarono a dover decidere chi di loro sarebbe succeduto ad Alessandro.
Perdicca voleva attendere per vedere se Rossane, la sposa di Alessandro che era incinta e prossima al parto, avrebbe dato alla luce un figlio maschio che potesse succedere ad Alessandro: Perdicca intendeva prendere poi la reggenza per questo bambino e regnare in sua vece, ottenendo a questo scopo il sostegno nella cavalleria dell'esercito macedone, nella quale la nobiltà aveva un peso maggiore. Sorse invece il dissenso tra le file della fanteria, in particolare della falange macedone, che, in un'assemblea militare, decise di proclamare re il fratello minorato di Alessandro, salito al trono col nome di Filippo III Arrideo. Poco dopo, Rossane diede alla luce un maschio e così Perdicca e i principali comandanti, col consenso di Filippo III, convinsero l'esercito ad accettare che anche il bambino fosse proclamato re, col nome di Alessandro IV.
A nome del figlio di Alessandro, Perdicca diede inizio a una spartizione delle satrapie dell'impero tra i generali, allo scopo di tenerli lontani dalla capitale Babilonia. La cosiddetta spartizione di Babilonia portò alla seguente suddivisione dei poteri: Antipatro, che aveva una certa influenza su Perdicca, tenne il titolo di stratega d'Europa col controllo della Macedonia e della Grecia, Tolomeo ebbe l'Egitto, Lisimaco ricevette la Tracia, Eumene di Cardia la Cappadocia e la Licia, mentre Panfilia e Pisidia andarono ad Antigono Monoftalmo; Cratero, inizialmente trascurato, fu nominato rappresentante di entrambi i re, mentre Seleuco divenne il comandante della cavalleria di élite degli Eteri.
Il reame di Alessandro fu in effetti spartito tra i suoi generali, ma rimase pur sempre un unico impero dal punto di vista formale. Del resto i diadochi, sebbene consci che il loro accordo non sarebbe stato di lunga durata, dovevano prima sopprimere le rivolte intestine scoppiate a seguito della morte di Alessandro, come la ribellione di soldati greci in Battria e quella di Atene nell'Egeo; la sconfitta di Atene fu inoltre un segnale importante che l'età delle polis era finita e che il futuro sarebbe stato segnato dai regni dei Diadochi e dalle confederazioni delle città-stato greche.

### Ostilità fra i diadochi
Poco dopo i conflitti laboriosamente soppressi tornarono ad accendersi: Perdicca dovette affrontare una coalizione composta da Antipatro, Cratero, Antigono e Tolomeo, che non intendevano accettarne la supremazia; in particolare è possibile che Tolomeo pensasse già di separare il proprio territorio dall'impero e formare un regno indipendente. Nel 321 a.C. Perdicca morì, ucciso da alcuni suoi ufficiali, mentre aveva tentato di entrare in Egitto con l'aiuto di Eumene ed era stato bloccato dalla piena del Nilo; quello stesso anno i Diadochi tennero il congresso di Triparadiso, che affidò la reggenza del regno a nome dei due re ad Antipatro; questi cedette la satrapia di Babilonia a Seleuco, uno degli ufficiali responsabili della morte di Perdicca, e incaricò Cratero di eliminare Eumene, che però lo sconfisse e uccise.
Morto Antipatro nel 319 a.C., il Regno di Macedonia passò al generale Poliperconte, il quale però dovette fronteggiare le pretese di Cassandro I, figlio di Antipatro. Nel 318 a.C. Poliperconte concesse agli Ateniesi la restaurazione della democrazia, ma l'anno successivo Cassandro occupò la città instaurandovi il governo del tiranno Demetrio del Falero. Nel 316 a.C. Cassandro fece ricostruire Tebe, sanando la ferita della distruzione voluta da Alessandro quasi vent'anni prima. Nello stesso anno, Antigono Monoftalmo eliminò Eumene assumendo il controllo dell'Asia Minore, mentre nel 315 a.C. scacciò Seleuco da Babilonia e ottenne il dominio su tutta l'Asia.
Nel 312 a.C. Tolomeo sconfisse Demetrio I Poliorcete, figlio di Antigono Monoftalmo, nella battaglia di Gaza e permise a Seleuco, esule in Egitto, di rientrare a Babilonia e ricostituire il suo dominio in Asia. L'anno successivo i Diadochi tentarono di stabilizzare la situazione riconoscendo provvisoriamente le posizioni acquisite da ciascuno negli anni precedenti, in attesa della maggiore età del figlio di Alessandro, il quale avrebbe dovuto salire al trono. Per eliminare un simile pretendente, Cassandro non esitò a fare assassinare il ragazzo (311 a.C.).
Nel 309 a.C., sconfitto Poliperconte, Cassandro si assicurò il regno di Macedonia e il controllo della Grecia. Tuttavia, nel 307 a.C., Demetrio Poliorcete occupò Atene ponendo fine al governo di Demetrio del Falero e restaurando la democrazia.
Nel 306 a.C. Demetrio Poliorcete sconfisse la flotta egiziana a Salamina di Cipro e suo padre Antigono colse l'occasione per proclamarsi re, ponendosi in questo modo al di sopra degli altri Diadochi e mirando alla riunificazione dell'impero sotto di sé. Gli altri Diadochi replicarono proclamandosi a loro volta re delle regioni sotto il loro controllo: Tolomeo I in Egitto, Seleuco I in Mesopotamia e Persia, Lisimaco in Tracia e Asia Minore, Cassandro in Macedonia.

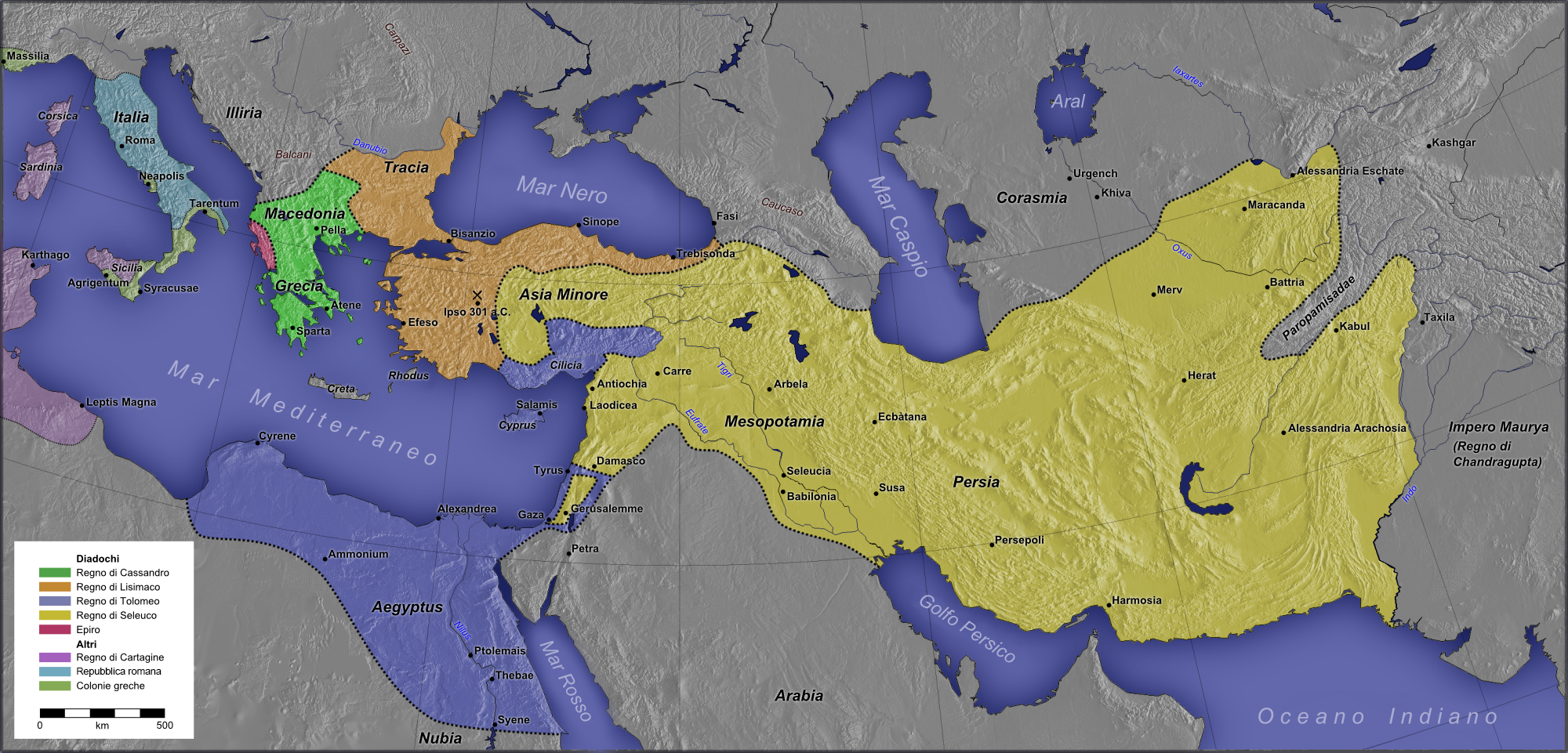
Regni dei Diadochi dopo la battaglia di Ipso, 301 a.C.; in verde il Regno di Macedonia di Cassandro I, in arancione il regno di Lisimaco, in blu il regno egiziano di Tolomeo I, in giallo il regno di Seleuco I.

Nel 301 a.C., Seleuco e Lisimaco inflissero una dura sconfitta nella battaglia di Ipso ad Antigono Monoftalmo, che cadde sul campo, e a Demetrio Poliorcete. I territori dell'impero di Alessandro erano allora così spartiti: Cassandro regnava su Macedonia e Grecia, a Lisimaco andarono Tracia e Asia Minore occidentale, a Seleuco Siria, Babilonia e Asia Minore orientale, a Tolomeo l'Egitto, la Celesiria, la Fenicia e la Giudea. Demetrio si ritirò nelle isole costituendo una potentissima flotta con cui proseguì la guerra.

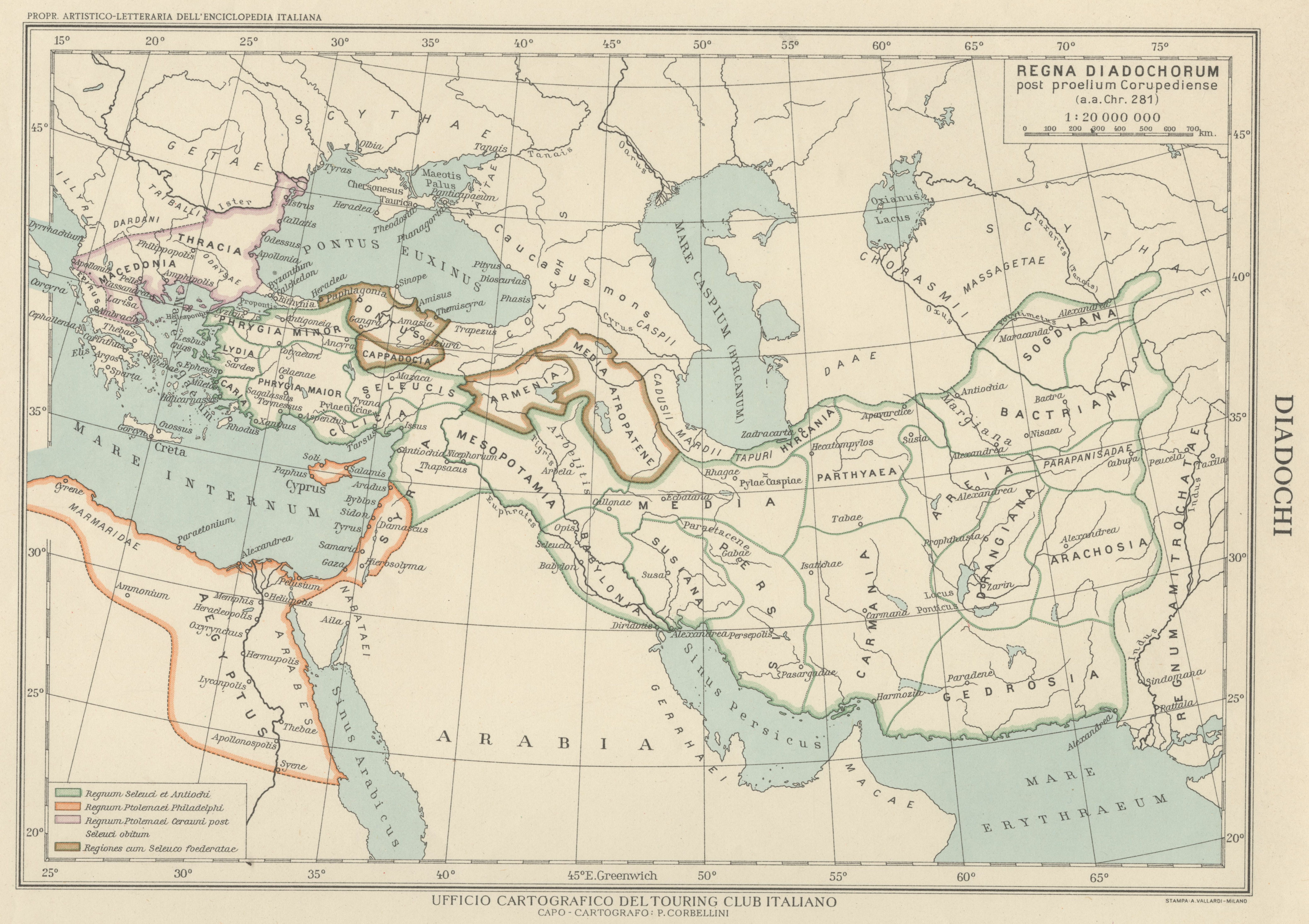
Mappa del Regno dei Diadochi dopo la battaglia di Corupedio (281 a.C.)

Cassandro morì nel 298 a.C. lasciando i figli a contendersi il trono di Macedonia. Cominciava a estinguersi la generazione dei Diadochi e subentrava quella dei loro figli, i cosiddetti Epigoni.
Nel 294 a.C. Demetrio Poliorcete occupò nuovamente Atene sottraendola al controllo della Macedonia e installandovi una propria guarnigione. Tuttavia, pochi anni dopo, nel 288 a.C., Lisimaco e Pirro, re dell'Epiro, sconfissero Demetrio costringendolo alla fuga dalla Grecia e Atene, sotto la guida di Olimpiodoro si rese nuovamente indipendente. Il regno di Macedonia fu inizialmente spartito fra i due vincitori, poi Lisimaco riuscì a scacciare Pirro rimanendo unico sovrano.
Lisimaco entrò presto in urto con Seleuco I e i due si affrontarono a Corupedio nel 281 a.C. dove Lisimaco fu sconfitto e ucciso, permettendo a Seleuco I di unificare i suoi domini asiatici alla Macedonia.
La riunificazione dei due regni durò poco poiché nello stesso anno Seleuco I fu assassinato da Tolomeo Cerauno, un esule dell'Egitto tolemaico che si era posto al suo servizio, il quale si installò sul trono di Macedonia. La sua usurpazione terminò due anni dopo, nel 279 a.C. quando i Celti invasero la Macedonia e la Grecia saccheggiando il santuario di Delfi. Tolomeo Cerauno cadde in battaglia affrontando gli invasori e così il trono di Macedonia finì nelle mani di Antigono Gonata, figlio di Demetrio Poliorcete, il quale assicurò il regno di Macedonia alla dinastia degli Antigonidi; questi ultimi regnarono fino alla conquista romana.

## Eredità
Alla fine dell'età dei diadochi si erano stabilizzati tre grandi regni ellenistici: la Macedonia sotto i successori di Antigono (gli Antigonidi), l'impero dei Seleucidi in Siria, Mesopotamia e Persia, e l'Egitto (sotto i Tolomei).
Questi stati, definiti Successori, furono il nucleo dell'Ellenismo, diffondendo la cultura e la civiltà greca nel mondo conosciuto e nei territori dell'est.
Ogni Stato ebbe il medesimo destino:
- la Macedonia, spopolata e impoverita, non rappresentando più la potenza militare di un tempo, venne conquistata da Roma in seguito alle guerre macedoniche, sfruttando i conflitti fra i Macedoni e le città greche;
- i Seleucidi controllavano il regno più vasto, ma anche quello più difficile da difendere e tenere unificato. Dovendo affrontare contemporaneamente la pressione dei Parti sulla Persia, gli attacchi dei Tolemaici in Medio Oriente, le spinte secessioniste di varie satrapie fra cui, soprattutto, la Battria e le incursioni dei nomadi delle steppe come i Saka, il vasto impero si indebolì sempre più nei due secoli successivi. All'inizio del II secolo a.C. i Seleucidi, desiderosi di espandere la propria influenza a ovest col pretesto di difendere la Grecia dall'occupazione romana, vennero però sconfitti dai Romani giunti in soccorso del Regno di Pergamo. Delle sconfitte militari dei Seleucidi contro i Romani approfittarono i Parti, che occuparono sempre più la Persia sotto la dinastia degli Arsacidi. Alla fine, il regno si ridusse alla sola Siria, che venne conquistata da Gneo Pompeo;
- l'Egitto mantenne una certa forza economica e politica fino al I secolo a.C., quando la crescente potenza militare di Roma fece entrare il regno nell'influenza romana dopo l'occupazione della Siria. L'"alleanza" si incrinò dopo la morte di Giulio Cesare, perché il suo luogotenente Marco Antonio si installò ad Alessandria assieme alla regina Cleopatra, mettendo in discussione il secondo triumvirato e facendo temere a Roma che la capitale venisse spostata in una potenza straniera orientale. Ottaviano, futuro imperatore, dichiarò guerra contro Cleopatra in nome della romanità, sconfisse le forze di Marco Antonio e Cleopatra nella battaglia di Azio e si fece infine incoronare sovrano d'Egitto per non umiliare il paese dichiarandolo provincia, anche se, in sostanza, anche l'Egitto divenne conquista romana.